# Cementerio de Tulcán

Panorámica del cementerio.

El Cementerio de Tulcán, denominado oficialmente como "José María Azael Franco Guerrero" en el 2005, está localizado en la ciudad de Tulcán capital de la provincia de Carchi en el norte del Ecuador. Es notable por la topiaria, poda ornamental o arte de podar artísticamente setos y árboles de ciprés en sus jardines, que le ha dado la fama internacional siendo mencionado en la obra "Historia ilustrada de la jardinería" del autor inglés Anthony Julian Huxley.

## Características

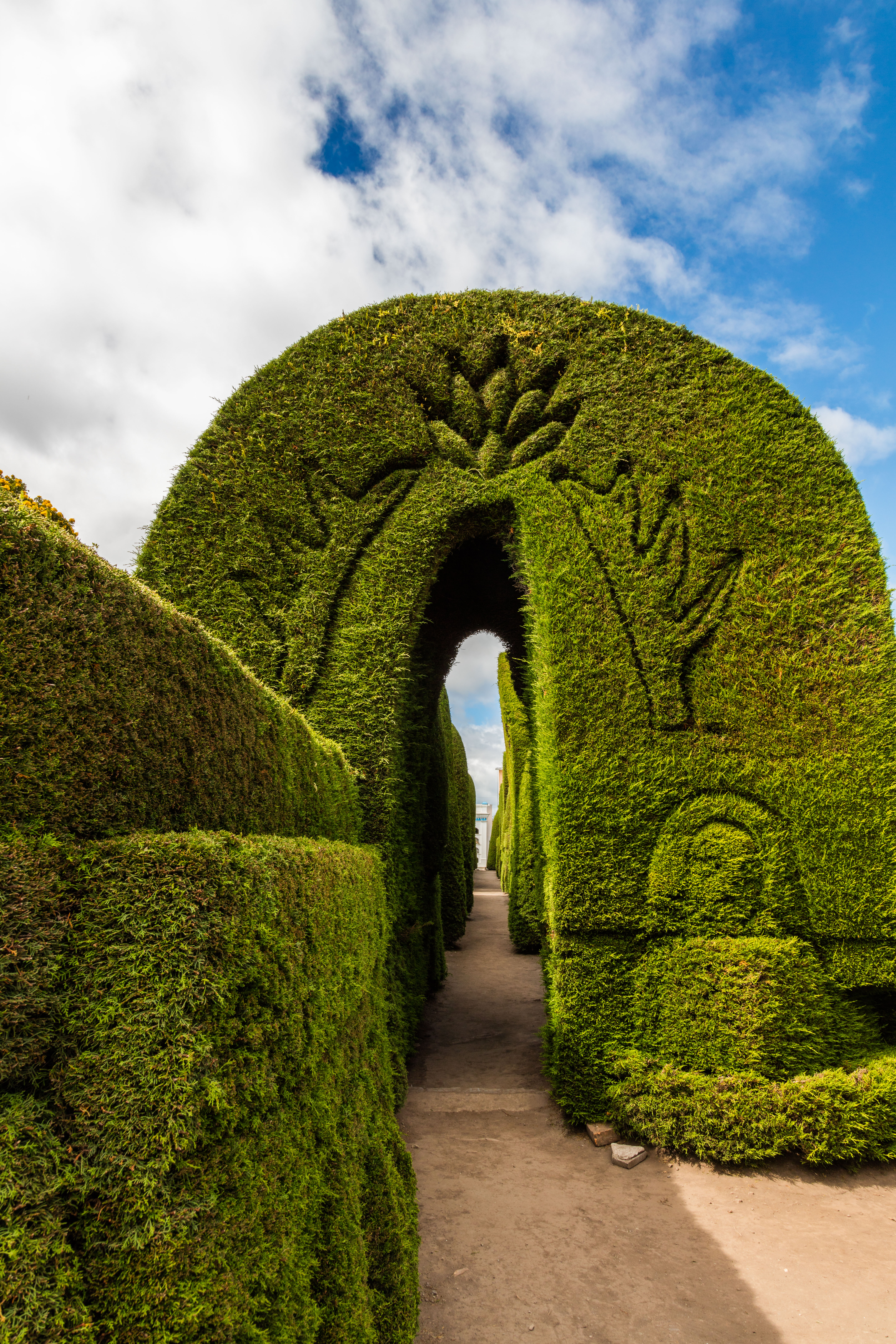
Pasajes del cementerio.

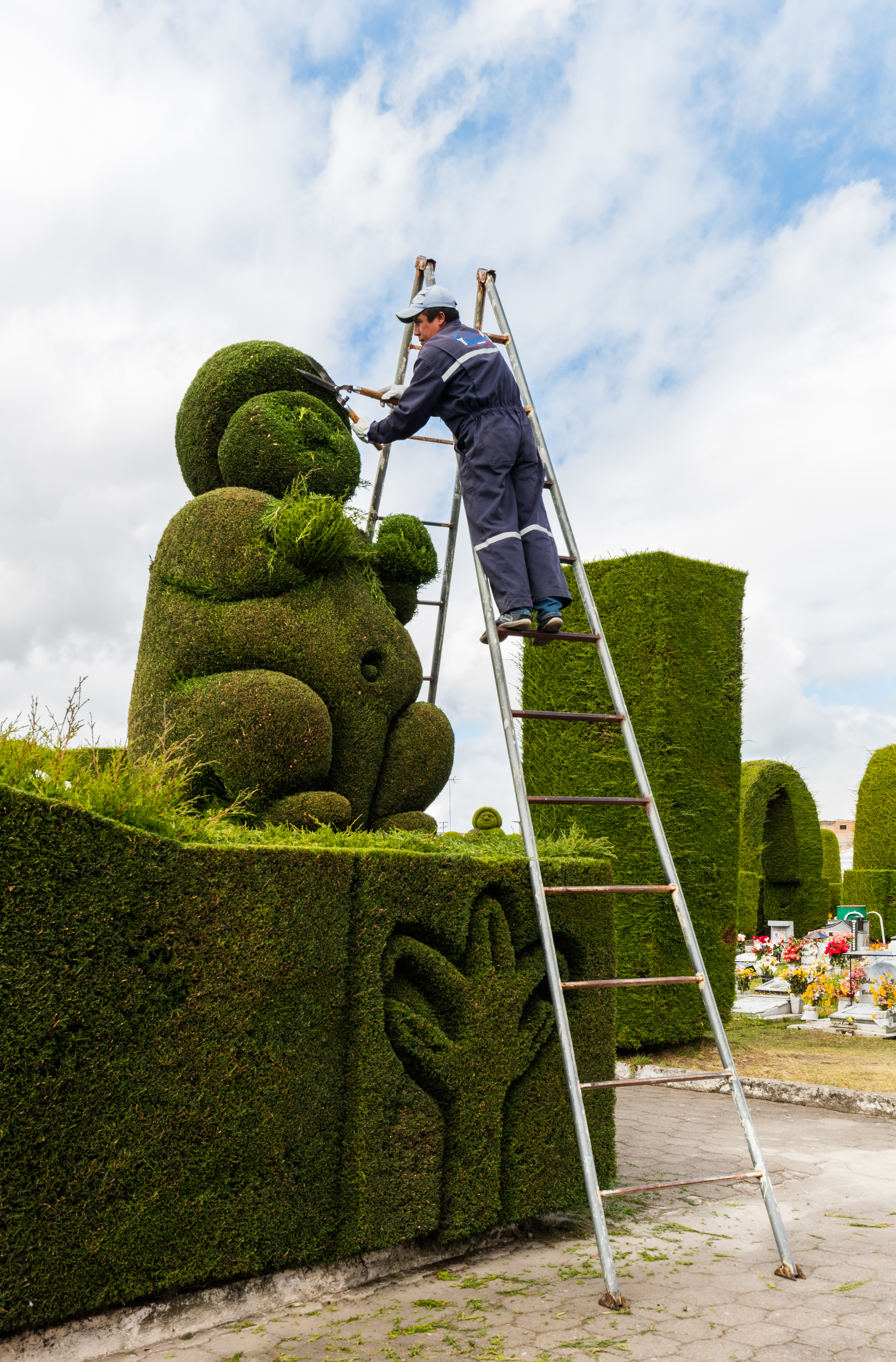
Trabajos de mantenimiento.

El cementerio es administrado por el municipio de Tulcán y se encuentra ubicado en la avenida Cotopaxi y avenida El Cementerio en el noroccidente de la ciudad. La extensión total es de 8 hectáreas y tiene alrededor de 12400 nichos en columbarios, túmulos funerarios y mausoleos.  
La zona de jardines tiene una extensión de más de cuatro hectáreas con  300 o más figuras que tienen variadas formas representativas de la flora y fauna del Ecuador y de las culturas romanas, griega, inca, azteca y egipcia, divididas en dos zonas: la primera ubicada en la parte frontal del cementerio, conocida como “Parque de los Recuerdos” y la segunda ubicada en la parte posterior, bautizada con el nombre de “Altar de Dios”.

## Historia
El cementerio de Tulcán fue fundado en 1932 para reemplazar el antiguo panteón de la loma de Santiago seriamente dañado en el terremoto de 1923. Se fundó en terrenos de 8 hectáreas al noreste de la ciudad, cumpliendo con la norma general de la época que exigía que ellos estuviesen fuera de las zonas pobladas para evitar epidemias. La característica fundamental del terreno son sus tierras calcáreas que favorecen el crecimiento de especies vegetales como el ciprés.
La obra de los jardines que ocupan casi la mitad del camposanto, fue iniciada por Don José María Azael Franco Guerrero en 1936, cuando ocupaba el cargo de Jefe de Parques del Municipio de Tulcán; la tierra calcárea del lugar favoreció el implante del ciprés y a partir del décimo año de vida de cada árbol, con la poda fueron conformándose las figuras de acuerdo a los ideales e imaginación del autor. Desde el 2007, el camposanto lleva el nombre de Azael Franco.

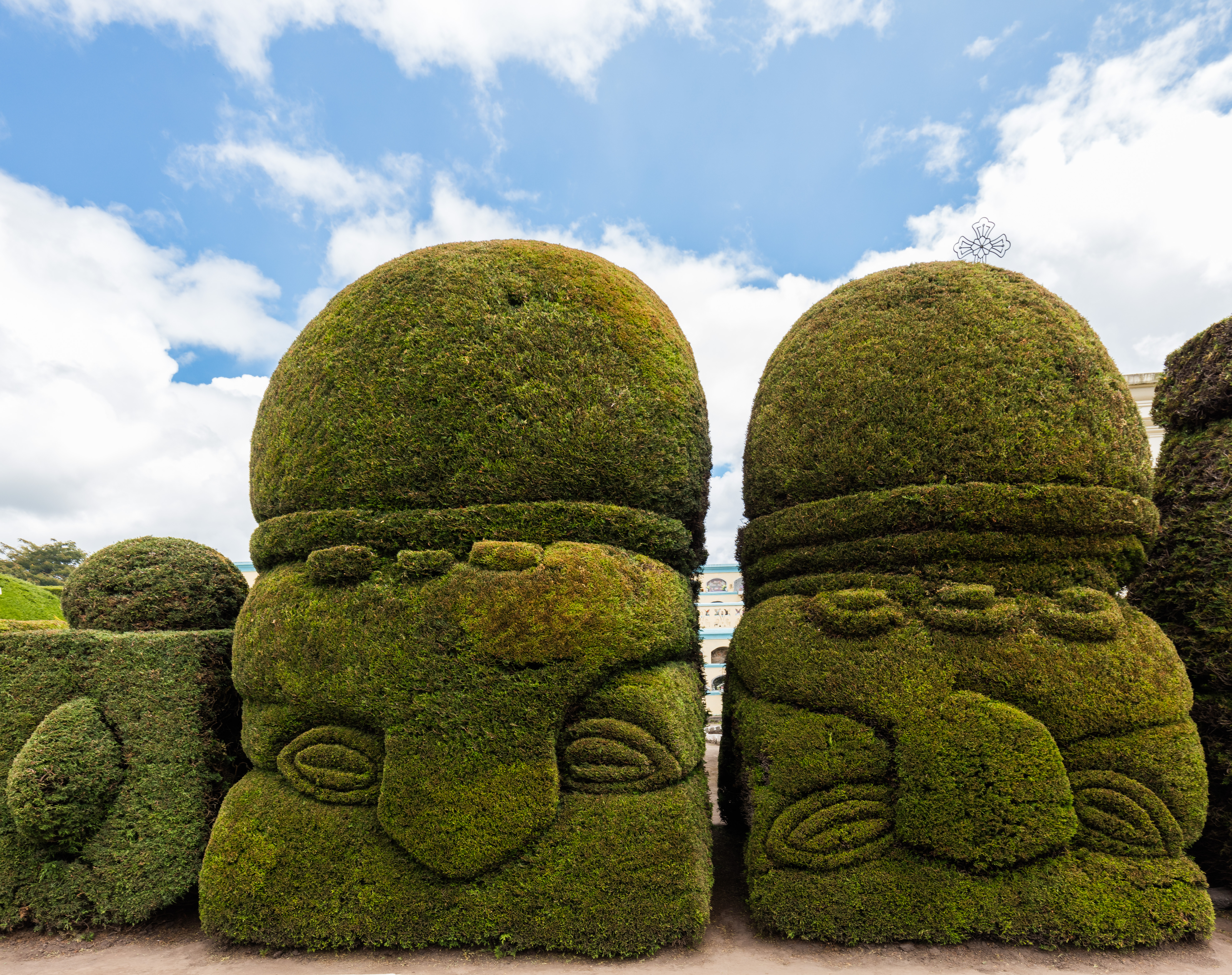
Figuras en el jardín del Cementerio de Tulcán

El 28 de mayo de 1984, la obra fue declarada "Patrimonio Cultural del Estado" por el Instituto de Patrimonio Cultural del Ecuador. El 23 de agosto del mismo año, la Dirección Nacional de Turismo lo declara junto a sus jardines interiores como "Sitio natural de interés turístico Nacional" . 
En el año 2005, por medio de Resolución de Concejo Municipal se asigna al camposanto con el nombre de Cementerio José María Azaél Franco.
Después de la muerte del Sr. José María Azaél Franco Guerrero en 1985 a los 85 años, hereda la responsabilidad su hijo el Lic. Benigno Salvador Franco Carranco, quien ayudó desde su infancia a su padre en los trabajos de ornamentación con la colaboración jardineros que trabajaron con su padre como el Sr. Lucio Reina quien es autor de la segunda fase denominada Parque de los Recuerdos.
En enero de 2007 el cementerio sufrió daños por un incendio aparentemente producido por rituales de brujería.
En el 2009, con ocasión de cumplirse los 25 años de su declaratoria como patrimonio cultural las autoridades locales realizaron una restauración del camposanto, colocando iluminación que destaca sus jardines para permitir su disfrute aún en horas nocturnas.

## Turismo
El ingreso al cementerio es gratuito y el horario de visita es de lunes a domingo de 06:00 a 19:00 horas. El cementerio es visitado, además de los familiares de los difuntos, por turistas nacionales y extranjeros, siguiendo recomendaciones de manuales y guías turísticas.
La mayor afluencia de visitantes es el 2 de noviembre, el Día de los Difuntos, y algunos cálculos señalan que el lugar recibe cerca de 1500 visitantes en ese día.

## Galería

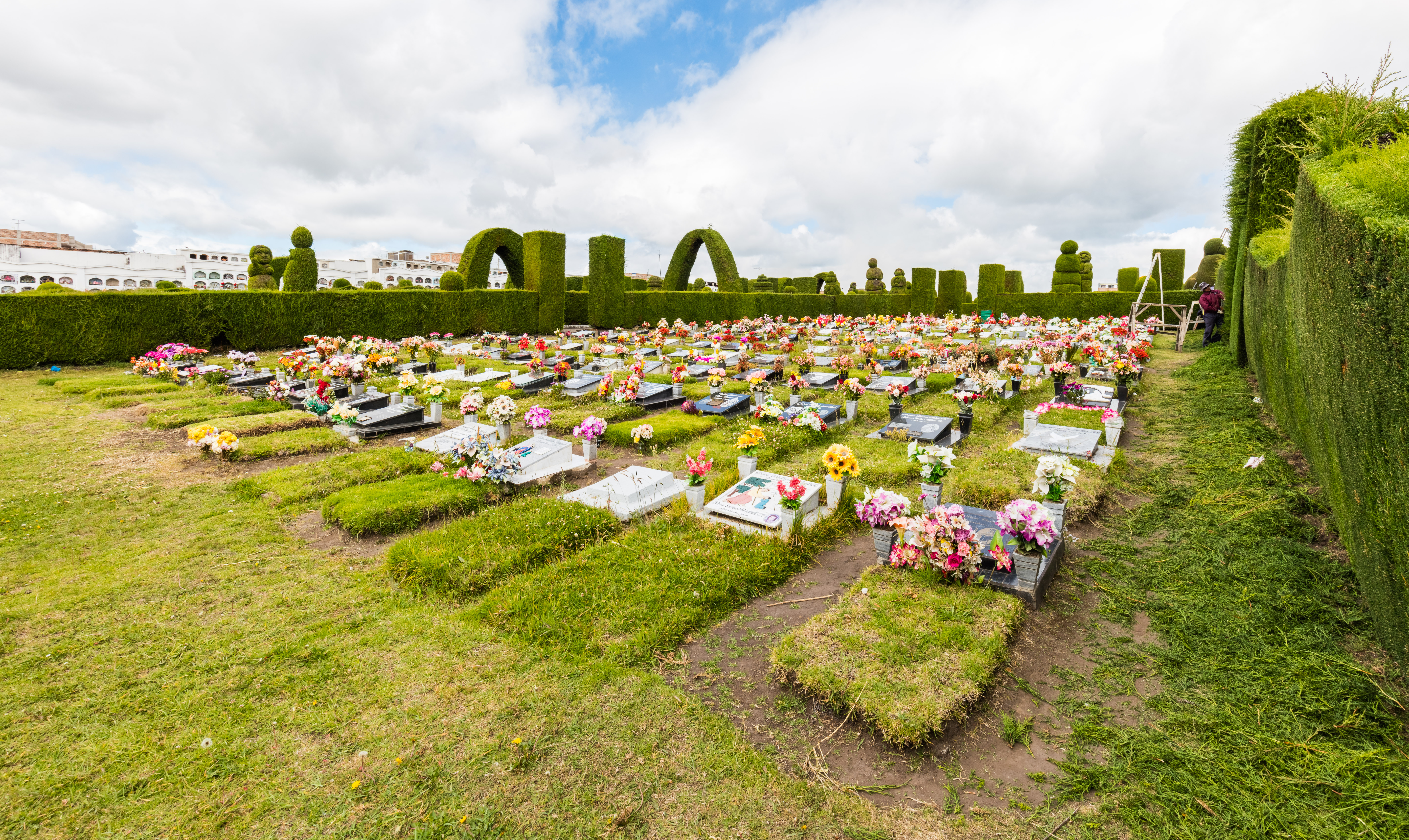
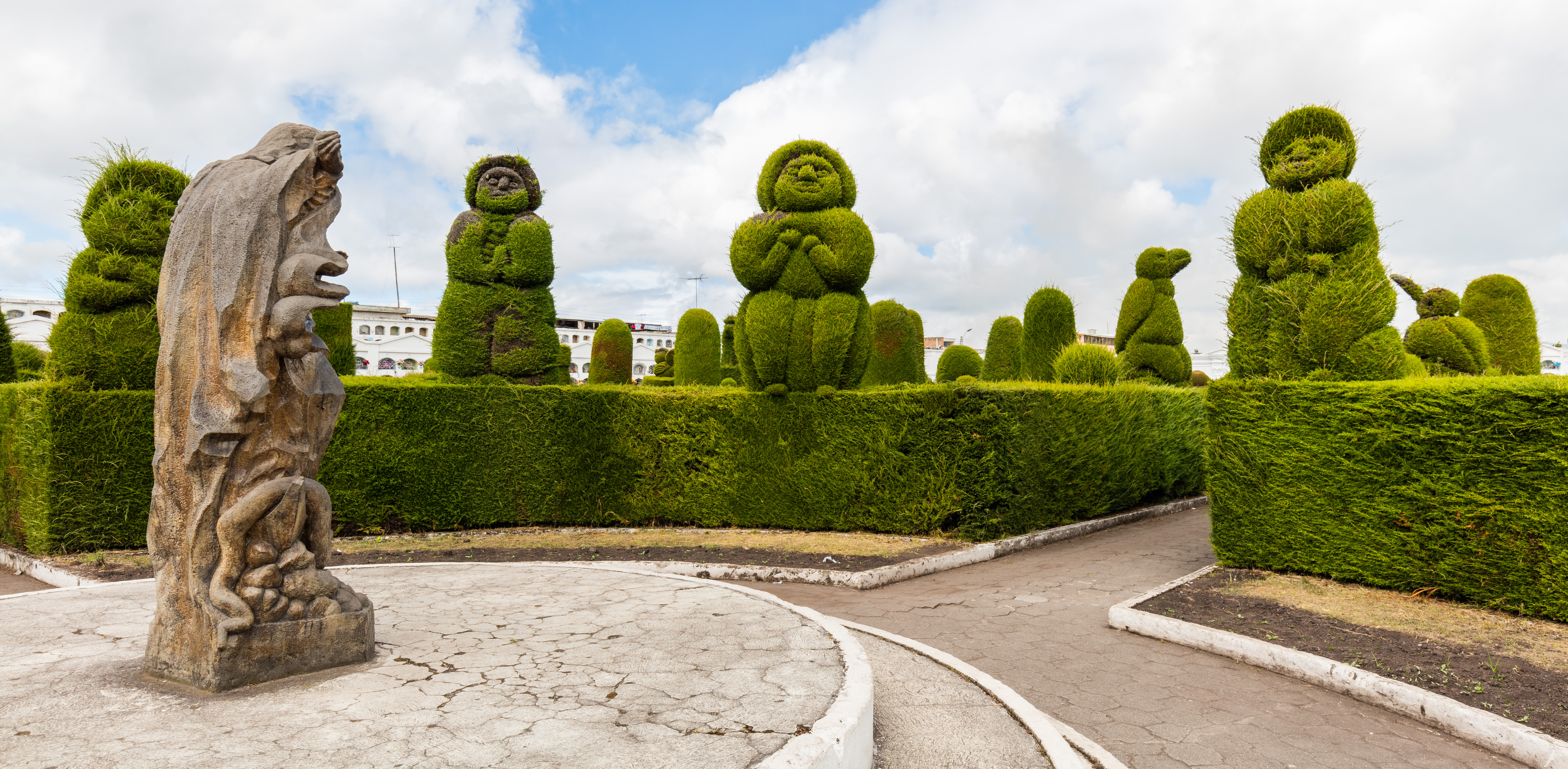
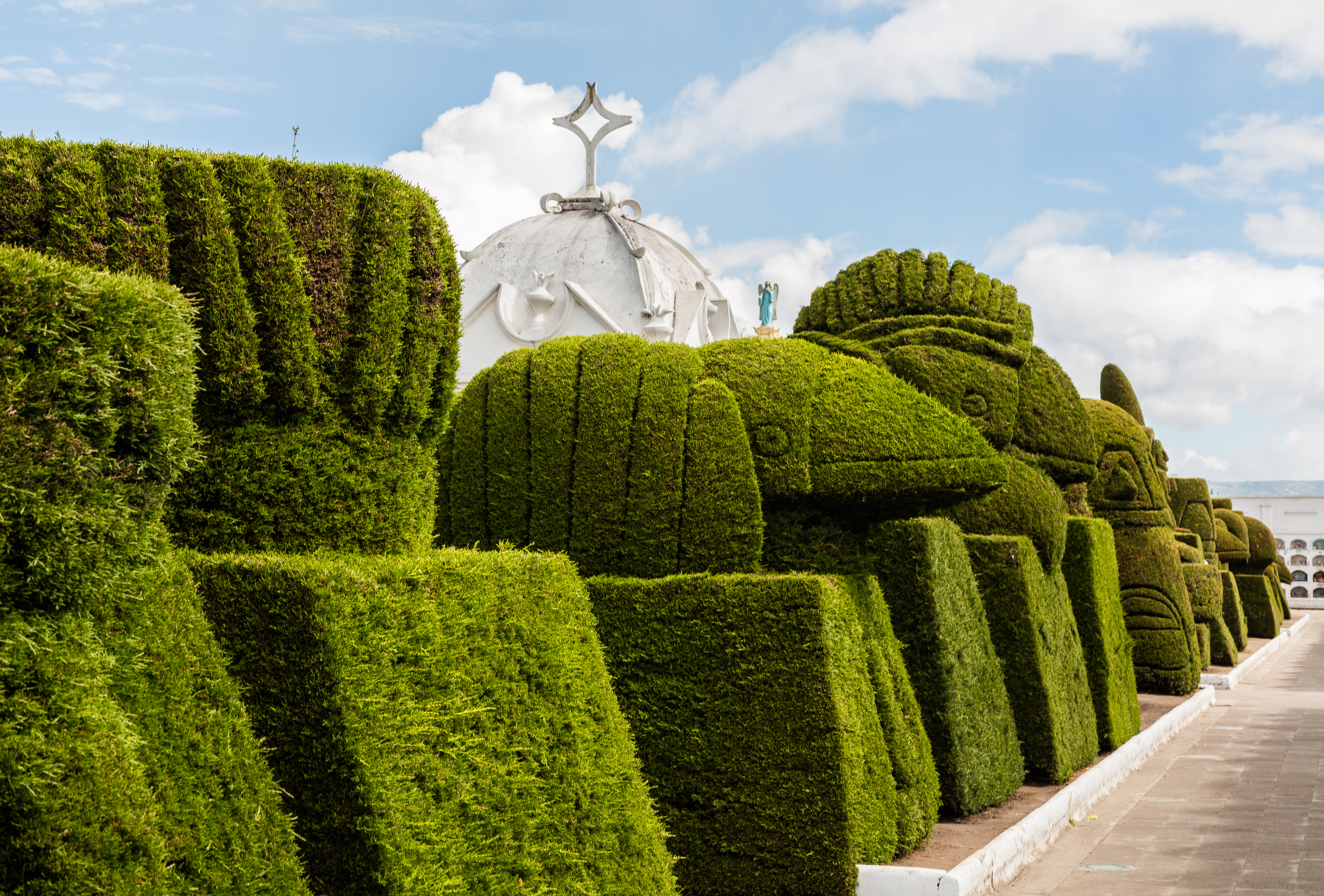
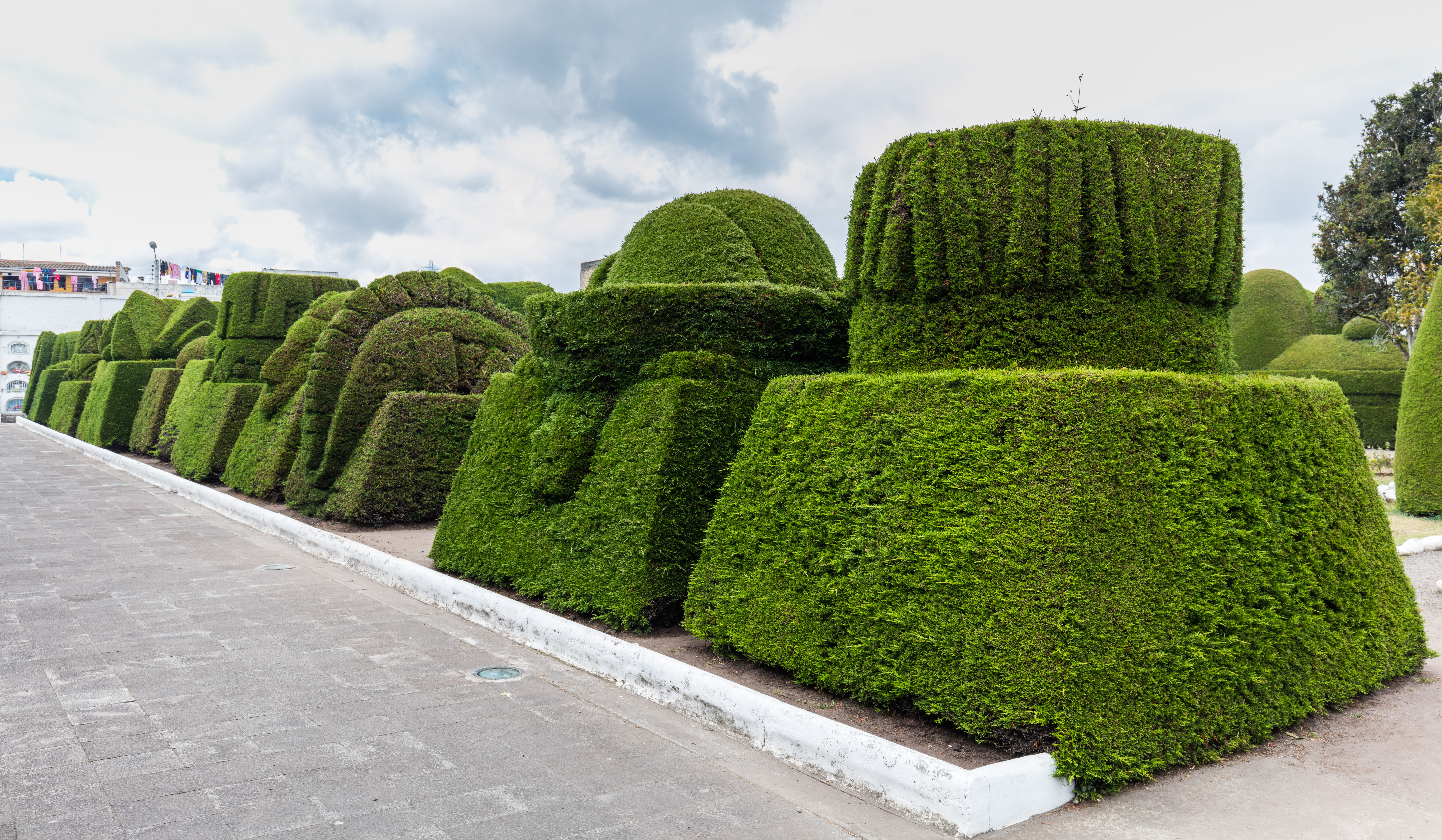
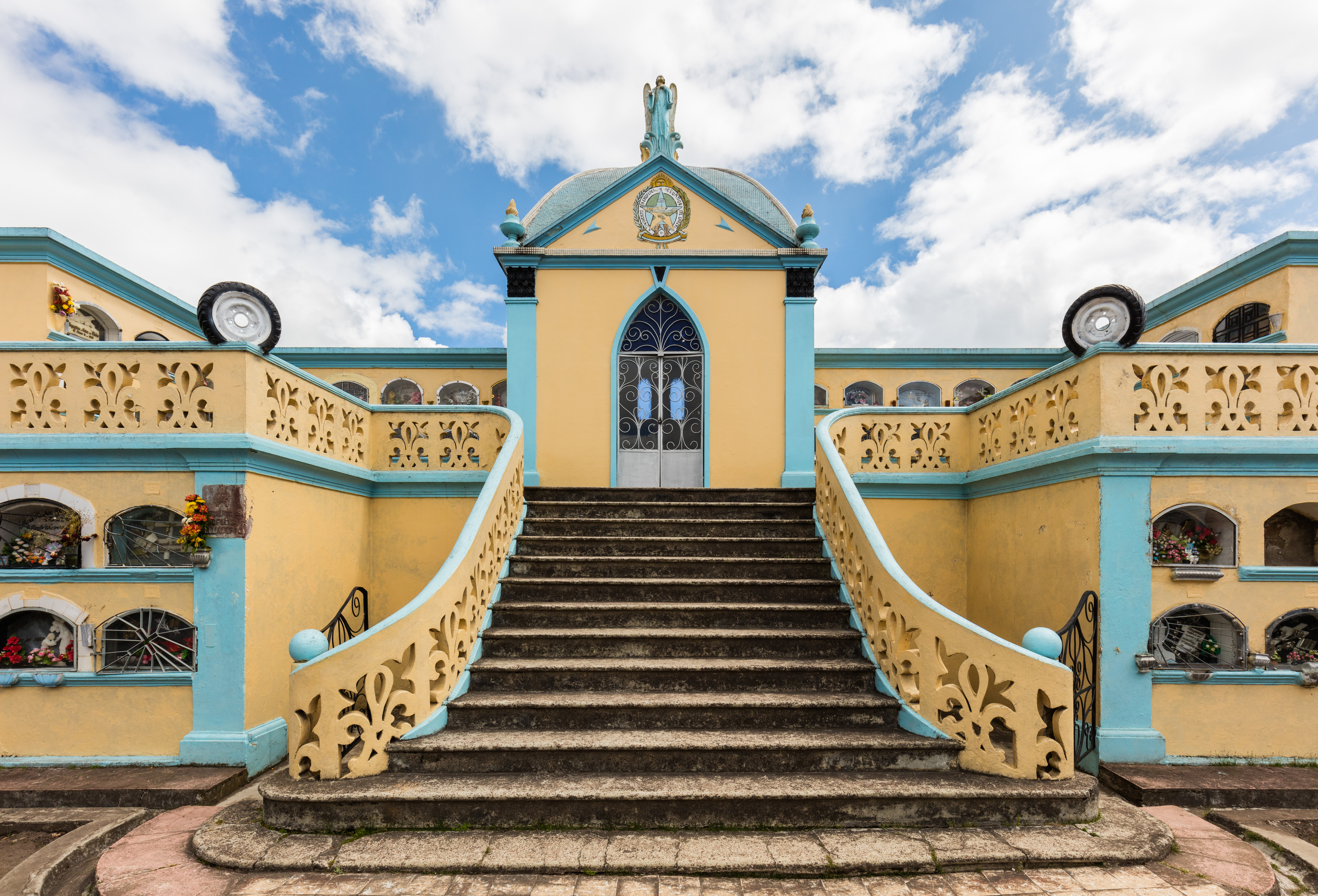
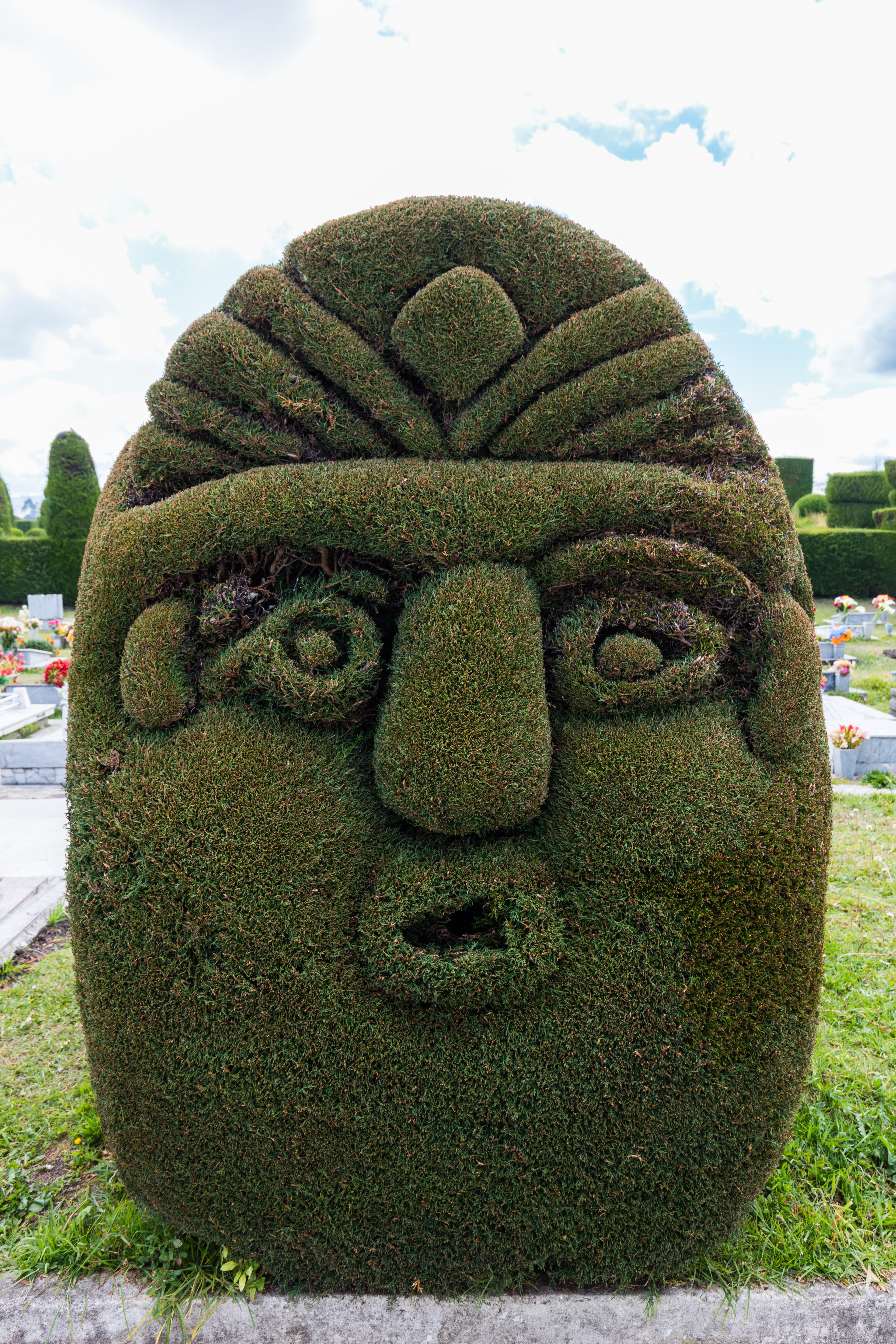
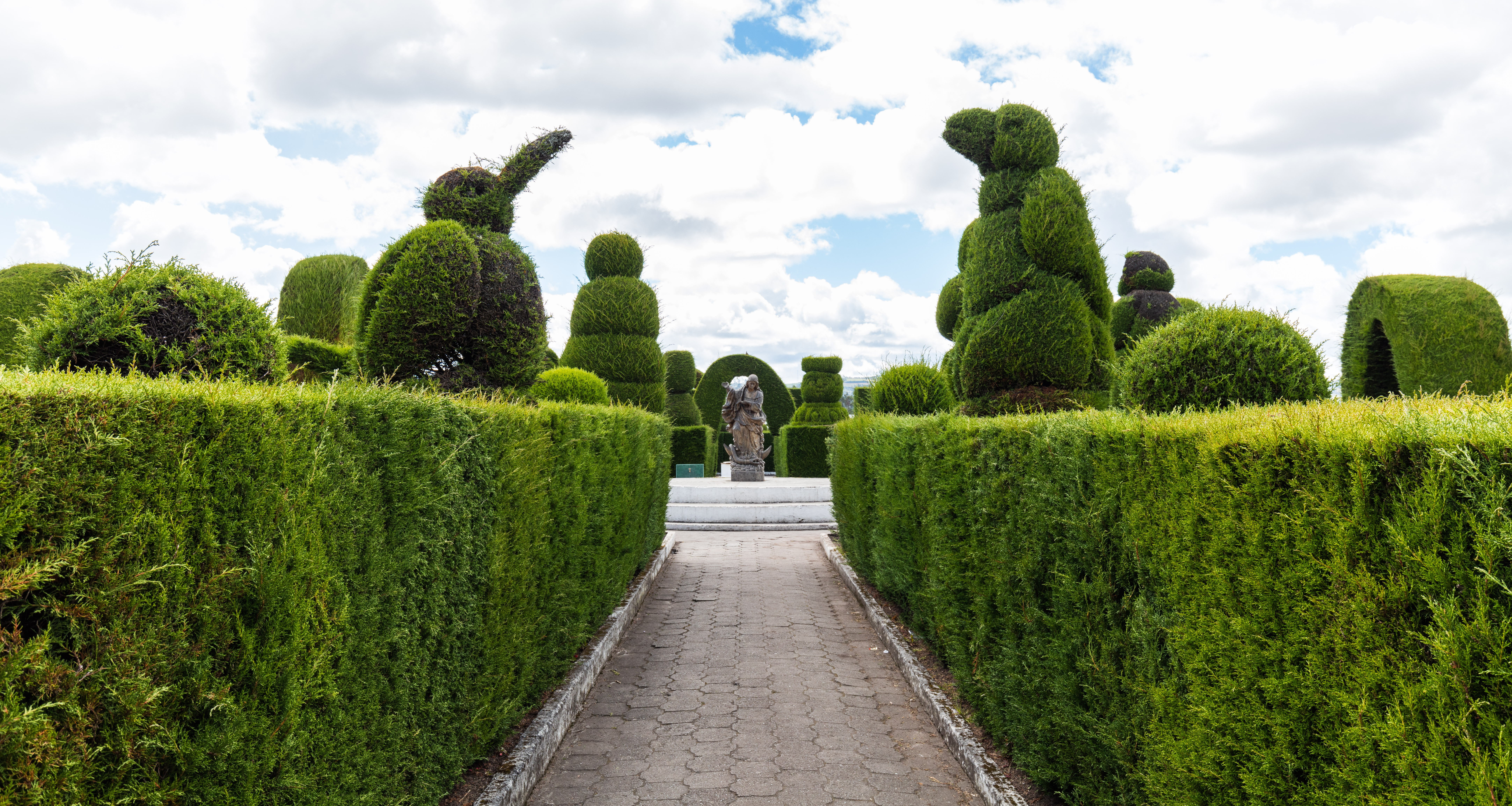
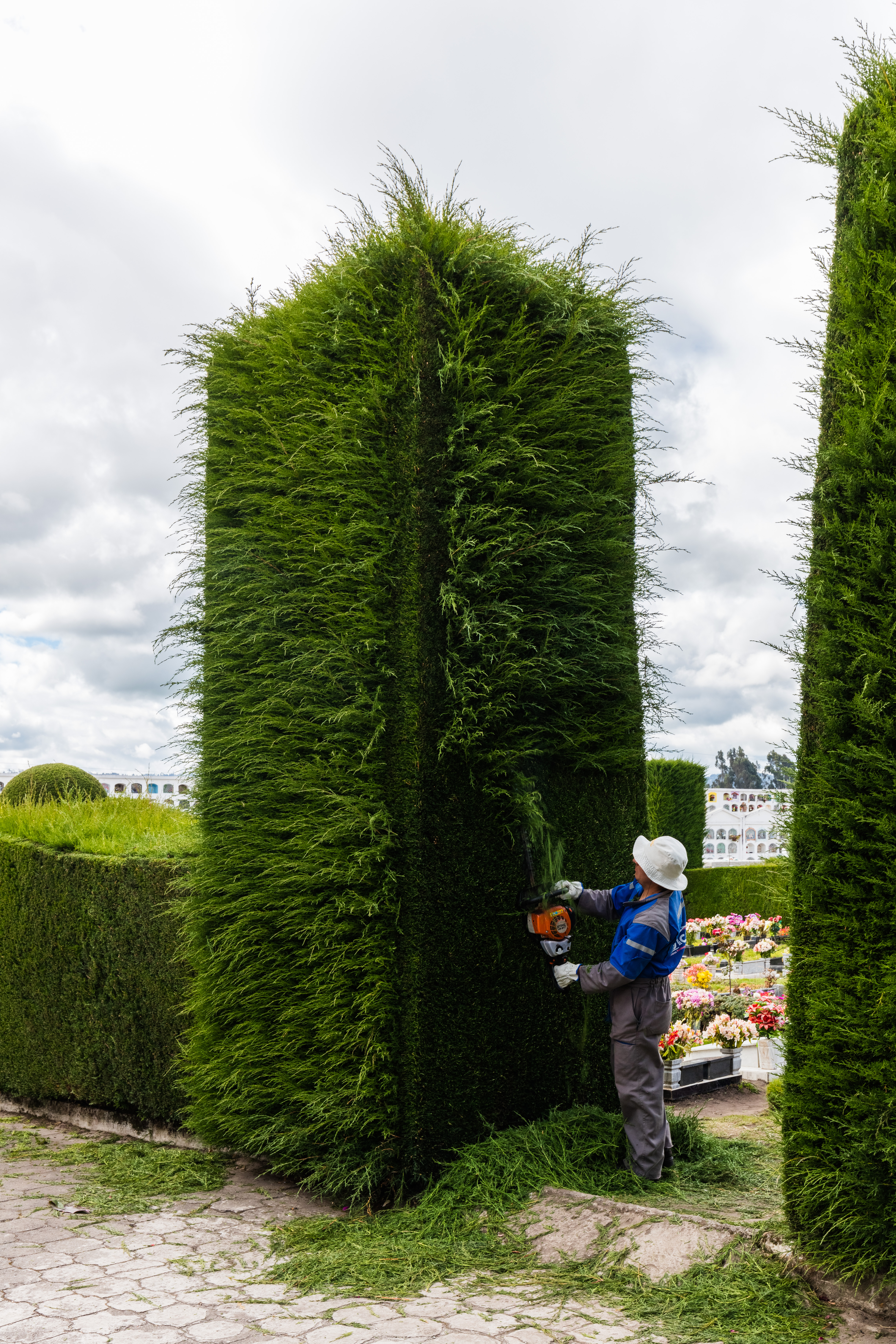
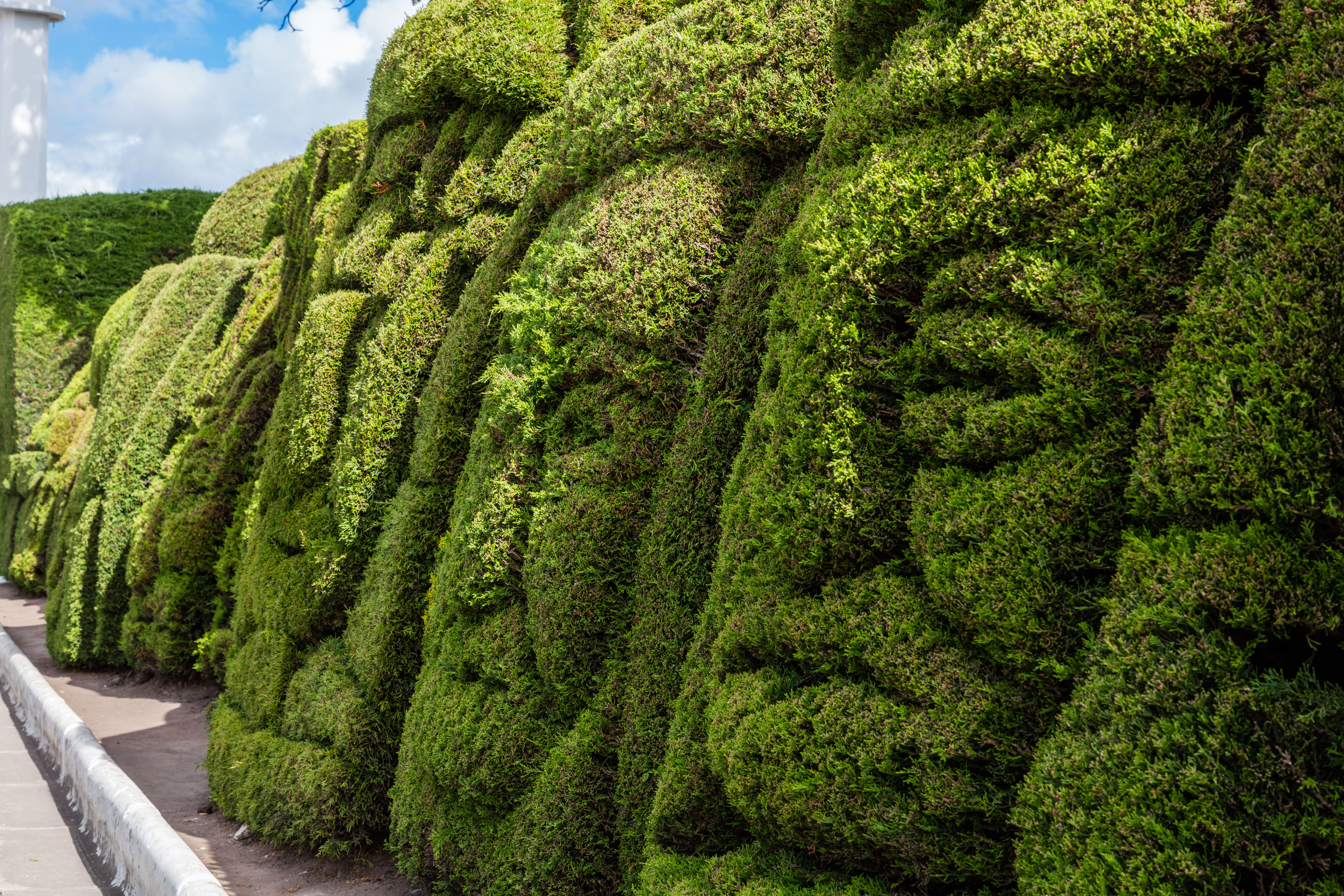
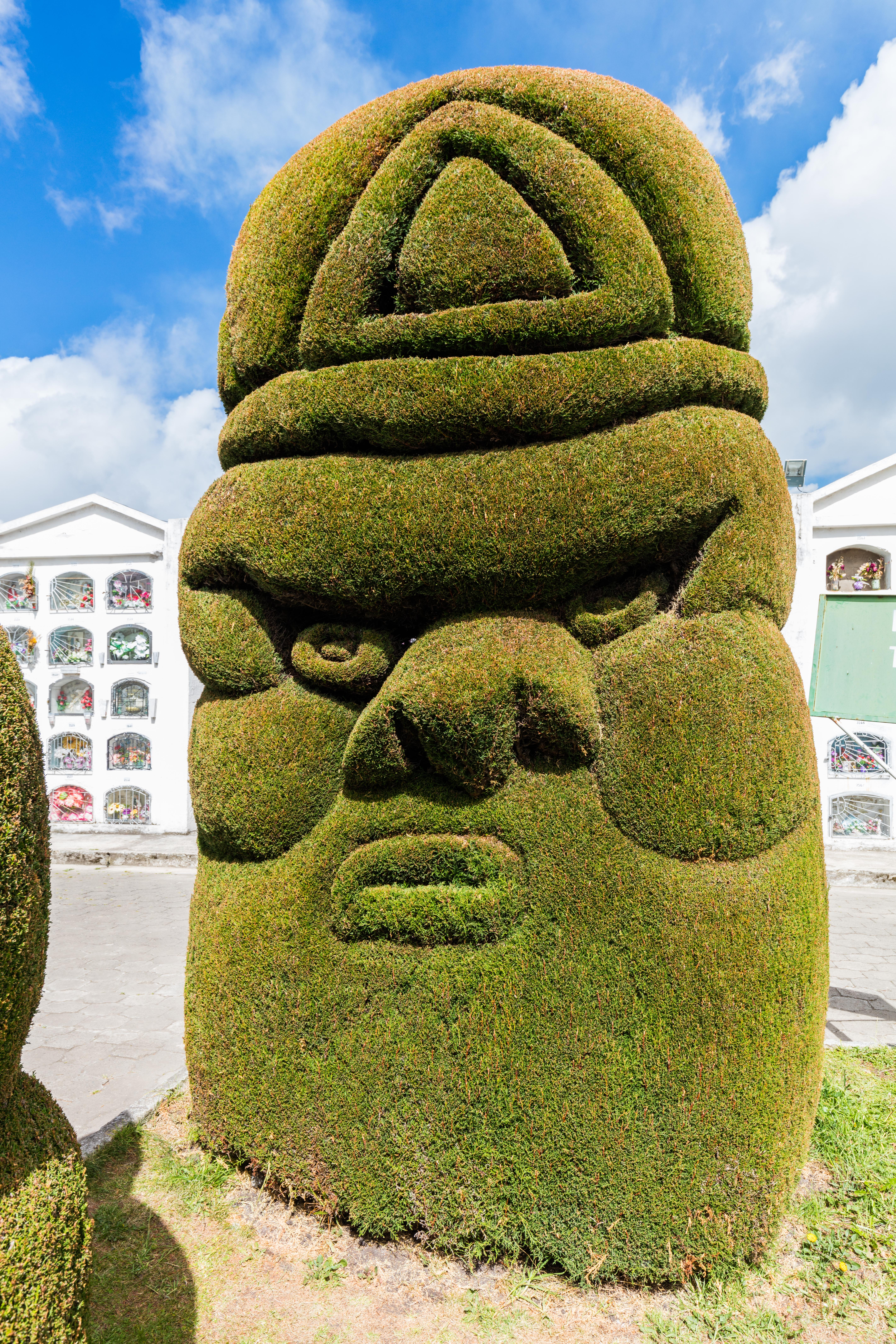
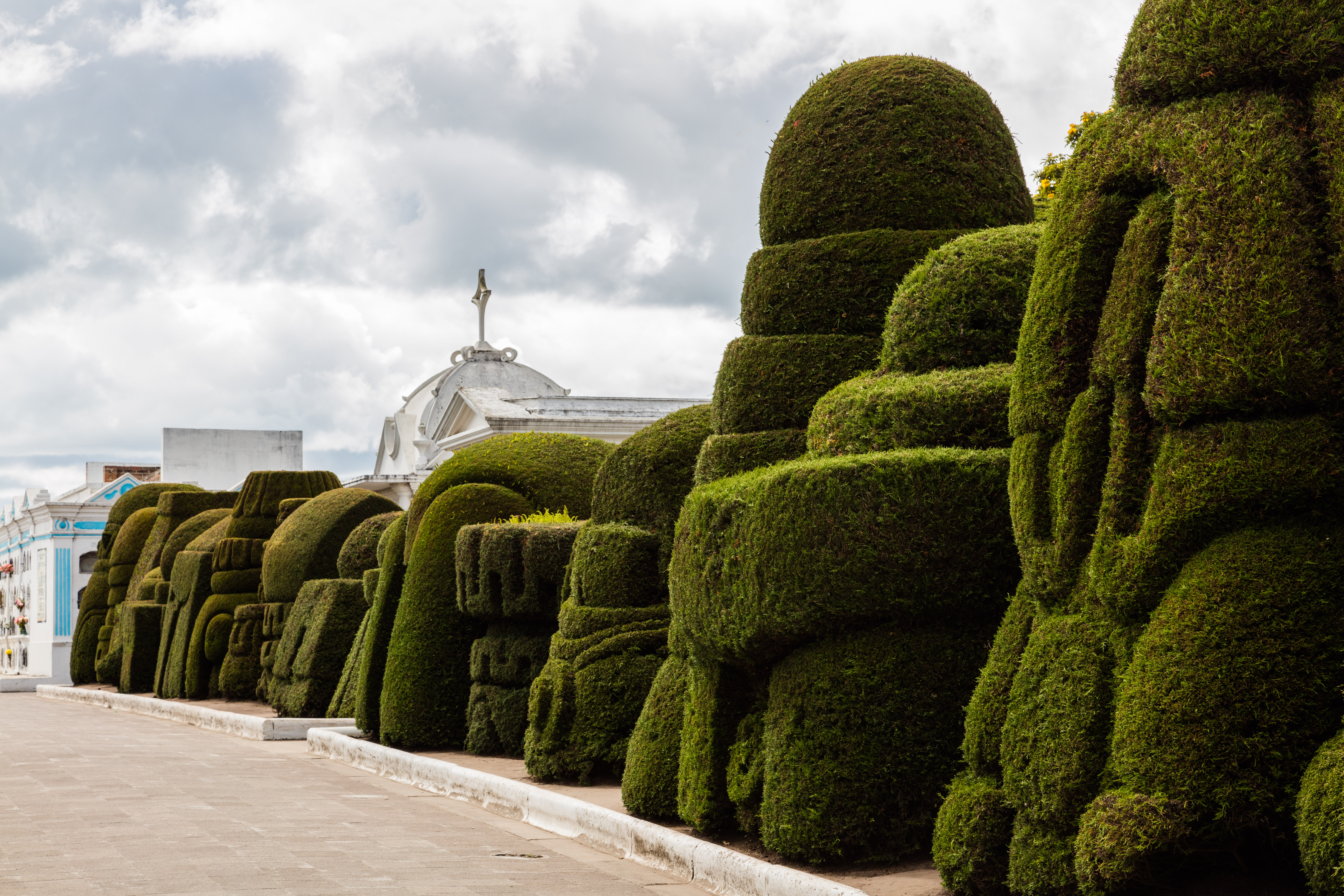